# Булгария (река)
Булгария (на испански: Rio Bulgaria) е река в северен Хондурас, която тече близо до град Ивикомален. Булгария извира в планината Грасиас а Диос в Националния парк Пико Бонито. Булгария е единствената река в света, която носи името на държавата България. Името си реката получава от група български заселници в Хондурас от началото на XX век, които откриват река, която дотогава не съществува на картата на Хондурас, и решават да я кръстят на своята родина. В по-голямата част от течението си реката е заобиколена от труднопроходима джунгла и поради пресечения и силно наклонен терен нейното поречие не е добре проучено. На 14 февруари 2010 годин от Тегусигалпа към изворите на Булгария тръгва фотографска експедиция, която цели да документира богататите на флора и фауна брегове на реката и да достигне нейните извори. Експедицията се осъществява със съдействието на Дома на културата в Ла Сейба, а в нея взимат участие двама изтъкнати хондураски фотографи – Нимер Алварадо и Марвин Коралес.